# LiebesLeben
LiebesLeben ist eine von Sat.1 in den Jahren 2005 und 2007 ausgestrahlte Fernsehserie. Auf humorvolle Weise werden Geschichten um Liebesglück, Eifersucht und Beziehungskrisen erzählt.

## Handlung
Die Großstadtmenschen Edwin, Malte, Björn, Verena, Caren und Sanne sind auf der ständigen Suche nach einem glücklichen Liebesleben. Caren und Björn leben in einer gemeinsamen Wohnung und müssen einige Krisen bewältigen, bevor sie erkennen, dass sie den Traumpartner bereits gefunden haben. Frauenheld Malte und sein gerade geschiedener Freund Edwin sind gemeinsam auf der Suche. Dabei kommt ihnen ihr Vorleben oft in die Quere. Verena gerät von einem Liebesdrama in das nächste, bis sie endlich ihren Prinzen findet, und Sanne, Barfrau, fungiert als scharfsinnige und scharfzüngige Beobachterin des Liebeslebens ihrer Freunde.

## Ausstrahlung und Einschaltquoten
Ab dem 25. Oktober 2005 strahlte Sat.1 die Romantic-Comedy-Serie auf dem ehemaligen Sendeplatz der abgesetzten Serie Alphateam um 22:15 Uhr aus. Die erste Folge sahen 1,5 Millionen Zuschauer, was einen Gesamtmarktanteil von 5,9 Prozent darstellt. In der werberelevanten Zielgruppe waren es 910.000 Zuschauer bei 7,7 Prozent Marktanteil. Die zweite Folge, die direkt im Anschluss gesendet wurde, verfolgten 0,93 Millionen Zuschauer bei 4,7 Prozent Marktanteil. In der Zielgruppe der 14- bis 49-Jährigen waren 0,62 Millionen bei 6,6 Prozent Marktanteil.
Am 8. November 2006 konnte die Serie lediglich 0,69 Millionen Zuschauer erreichen, der Gesamtmarktanteil lag bei nur 3,7 Prozent. In der Zuschauergruppe der 14- bis 49-Jährigen sahen 0,5 Millionen Zuschauer zu, was einem Marktanteil von 5,6 Prozent entsprach.

## Episoden
| Folge | Titel                     | Erstausstrahlung  |
| ----- | ------------------------- | ----------------- |
| 1     | Hilflose Helden           | 25. Oktober 2005  |
| 2     | Sex mit dem Ex            | 25. Oktober 2005  |
| 3     | Ungeduscht und deprimiert | 1. November 2005  |
| 4     | Freier Fall               | 8. November 2005  |
| 5     | Drittel-Life-Crisis       | 15. November 2005 |
| 6     | Ihr Scheiß Sterne         | 22. November 2005 |
| 7     | Heul doch!                | 29. November 2005 |
| 8     | Geh ran!                  | 6. Dezember 2005  |
| 9     | Frauen und Singles zuerst | 13. Dezember 2005 |
| 10    | Hatte ich Sex?            | 20. Dezember 2005 |
| 11    | Feindliche Übernahme      | 27. Dezember 2005 |
| 12    | Warum immer ich?          | 28. August 2007   |
| 13    | Fummeln is nich!          | 29. August 2007   |

## DVD-Veröffentlichung
Die Serie wurde in einer Komplettbox mit allen 13 Folgen am 12. April 2007 von KSM GmbH veröffentlicht.